# Волошин, Викентий Валерьевич
Вике́нтий Вале́рьевич Воло́шин (укр. Вікентій Валерійович Волошин; 17 апреля 2001, Киев, Украина) — украинский футболист, полузащитник киевского «Динамо», выступающий на правах аренды за луганскую «Зарю».

## Биография
Родился 17 апреля 2001 года в Киеве. Воспитанник академии киевского «Динамо». С 2018 года выступал за юношескую и молодёжную команды клуба в чемпионатах U-19 и U-21. На протяжении сезона 2018/19 в составе юношеской команды «Динамо» в 24 матчах чемпионата U-19 забил 14 голов и с 7 голевыми передачами стал лучшим ассистентом лиги. В сезонах 2018/19 и 2019/20 принял участие в 11 матчах юношеской лиги УЕФА, в которых забил 6 мячей и отдал 3 голевые передачи. Сообщалось об интересе к игроку со стороны «Ювентуса» и «Аякса».
По итогам первой части сезона 2020/21 вошёл в символическую сборную молодёжного чемпионата Украины по индексу компании Wyscout. В январе 2021 года главный тренер «Динамо» Мирча Луческу взял Викентия на сбор первой команды в Турции. 1 февраля 2021 года дебютировал в составе «Динамо», заменив Николая Шапаренко на 87-й минуте товарищеского матча с тбилисским «Динамо» (1:0). Всего в сезоне 2020/21 сыграл за молодёжную команду «Динамо» 24 матча и отличился 15 голами.
Летом 2021 года побывал с основной командой на сборах в Швейцарии. 5 июля 2021 года забил первый гол за «Динамо», открыв счёт в матче с французским «Дивоном» (5:0).
23 июля 2021 года перешёл в черниговскую «Десну» на условиях аренды сроком на 1 год.

## Характеристика
Способен сыграть на позициях атакующего полузащитника и вингера. Футбольный эксперт Артур Валерко охарактеризовал его, как «взрывного» игрока: «обыграть, подработать, завершить для него не проблема. При рабочей левой ноге хорош и в роли инвертированного — правого — края, и слева в более прямолинейной игре». Скаут «Кальяри» Алекс Великих назвал Волошина самым перспективным футболистом Украины и Восточной Европы.